# 와일드 번치 (영화)
《와일드 번치》(영어: The Wild Bunch)는 1969년 개봉한 미국의 서사, 서부 영화이다. 샘 페킨파가 감독과 공동각본을 맡았다. 1999년 미국 국립영화등기부에 등재되었다.

## 출연

### 주연
- 윌리엄 홀든
- 어니스트 보그나인
- 로버트 라이언
- 에드먼드 오브라이언
- 워렌 오티스

### 조연
- 제이미 산체즈
- 벤 존슨
- 에밀리오 페르난데즈
- 스트로더 마틴
- L.Q. 존스
- 앨버트 데커

## 기타
- 협력프로듀서: 로이 N. 싱크너
- 미술: 에드워드 카레르
- 특수효과: 버드 훌버그
- 의상: 고든 T. 도슨

## 한국판 성우진 (KBS, 1983년 7월 10일)
- 최흘 - 파이크(윌리엄 홀든)
- 황원 - 더치(어니스트 보그나인)
- 김종성 - 손튼(로버트 라이언)
- 임종국 - 사이크스(에드먼드 오브라이언)
- 노민 - 라일(워렌 오츠)
- 이정구 - 엔젤(제이미 산체스)
- 이종성 - 텍터(벤 존슨)
- 문영래 - 마파치(에밀리오 페르난데스)